# Carlos Prats
General Carlos Prats González (født 24. februar 1915, død 30. september 1974) var general og chef for Chiles hær. Han var desuden minister i en periode og var som indenrigsminister i årene 1972 og 73 medlem af koalitionen Unidad Popular.
På trods sin militære baggrund var han tilhænger af Salvador Allende og blev udnævnt til vicepræsident i 1972. Således var han blandt de ledende kræfter der 29. juni 1973 forhindrede et kup (kaldet Tanquetazo) mod den folkevalgte regering. I august 1973 blev han tvunget til at træde tilbage, som følge af pres fra militæret. Han var den sidste Allende-tro general i militæret og med Prats afgang var vejen for endnu et militærkup således banet.
Efter militærkuppet 11. september 1973 flygtede han til Argentina, hvor han og hans kone dog blev snigmyrdet af Chiles hemmelige politi den 30. september 1974.